# Парламентские выборы в Гренландии (2013)
Парламентские выборы в Гренландии прошли 12 марта 2013 года. Выборы привели к победе социал-демократической партии «Сиумут», получившей 14 из 31 места парламента, которая вновь становится правящей после четырёх лет в оппозиции.
Таким образом, впервые в истории Гренландии премьер-министром стала женщина Алека Хаммонд. Хаммонд заявила, что к победе её партии привели, в частности, ошибки предыдущего правительства: секретность в области крупных проектов по добыче ресурсов и нерешительность при строительстве вне столицы Нуук.

## Избирательная система
На выборах на четырёхлетний срок избирается 31 член парламента Гренландии на основе пропорционального представительства по многомандатным избирательным участкам.

## Кампания
Основным предметом кампании являлось освоение богатых минеральных ресурсов острова. Правящая социалистическая партия Инуит Атакатигиит выступала за разрешение иностранным компаниям и рабочим, большинство из которых китайские, работать в горнодобывающей отрасли экономики, в то время как оппозиционная партия «Сиумут» выступала против этого.
Партия социал-демократической направленности «Сиумут» выступала за развитие добычи железа, урана и редкоземельных металлов (по запасам последних Гренландия занимает второе место в мире после Китая), однако, критиковала правительство за слишком быстрое одобрение проектов, которые предполагают ввоз большого количества рабочих из-за рубежа, в первую очередь из Китая. Последнее также вызывало опасения не только у населения острова, но и у Европейского союза.
Предвыборные опросы показывали небольшую разницу между двумя основными партиями.

## Результаты
| Партии                   | Партии                                       | Голоса | %     | Места | % (2008) | Места (2008) | % +/− | Места +/− |
| ------------------------ | -------------------------------------------- | ------ | ----- | ----- | -------- | ------------ | ----- | --------- |
|                          | «Сиумут»                                     | 12 910 | 42,8  | 14    | 26,5     | 9            | +16,3 | +5 ▲      |
|                          | «Инуит Атакатигиит»                          | 10 374 | 34,4  | 11    | 43,7     | 14           | −9,5  | −3 ▼      |
|                          | «Атассут»                                    | 2454   | 8,1   | 3     | 10,9     | 3            | −2,8  | −1 ▼      |
|                          | Народная партия («Партии Инуит»)             | 1930   | 6,4   | 2     | новая    | новая        | новая | новая     |
|                          | «Демокраатит»                                | 1870   | 6,2   | 2     | 12,7     | 4            | −6,5  | −2 ▼      |
|                          | «Ассоциация кандидатов» («Каттуссекатигиит») | 326    | 1,1   | 0     | 3,8      | 1            | −2,7  | −1 ▼      |
|                          | беспартийные                                 | 24     | 0,1   | 0     | 0        | 0            | −     | −         |
| Всего (явка 74,2 %)      | Всего (явка 74,2 %)                          | 22 301 | 100,0 | 31    | 100,0    | 31           | —     | —         |
| Источник: Valgresultater |                                              |        |       |       |          |              |       |           |

По итогам выборов партия «Сиумут» сформировала правительственную коалицию с правоцентристской партией «Атассут» и экосоциалистической Народной партией в качестве младших партнёров.